# جون سيمون (لاعب دوري الرغبي)
جون سيمون (بالإنجليزية: John Simon)‏ هو لاعب دوري الرغبي نيوزيلندي، ولد في 29 مايو 1972 في نيوساوث ويلز في أستراليا.